# Svenska basketligan 2021-22
La temporada 2021-2022 de la Svenska basketligan fue la edición número 29 de la Svenska basketligan, el primer nivel de baloncesto en Suecia. La temporada comenzó el 24 de septiembre de 2021 y terminó en mayo de 2022. El Campeón fue nuevamente Norrköping Dolphins, que se hacía con su sexto título.

## Formato
Los nueve equipos jugarían cuatro partidos contra cada uno de los otros equipos para un total de 32 partidos. Los ocho equipos mejor calificados disputarían los playoffs, mientras que el noveno clasificado sería relegado directamente a la segunda división.

## Equipos
| Equipo              | Ciudad     | Pabellón             | Capacidad |
| ------------------- | ---------- | -------------------- | --------- |
| Luleå               | Luleå      | Luleå Energi Arena   | 2,700     |
| Fryshuset           | Estocolmo  | Fryshuset Arenan     | 3,000     |
| Borås               | Borås      | Boråshallen          | 3,000     |
| Jämtland            | Östersund  | Östersunds sporthall | 1,700     |
| Köping Stars        | Köping     | Karlbergshallen      | 650       |
| Norrköping Dolphins | Norrköping | Stadium Arena        | 4,500     |
| Nässjö              | Nässjö     | Nässjö Sporthall     | 1,200     |
| Södertälje Kings    | Södertälje | Täljehallen          | 2,200     |
| Umeå                | Umeå       | Umeå Energi Arena    | 1,270     |

## Temporada regular

### Clasificación
Actualizada: 20 de marzo de 2022
| Pos. | Equipo              | PJ | G  | P  | PF   | PC   | DP   | Pts | Clasificación o descenso  |
| ---- | ------------------- | -- | -- | -- | ---- | ---- | ---- | --- | ------------------------- |
| 1    | Norrköping Dolphins | 32 | 27 | 5  | 3031 | 2512 | +519 | 54  | Clasificado para playoffs |
| 2    | Jämtland            | 32 | 22 | 10 | 2753 | 2437 | +316 | 44  | Clasificado para playoffs |
| 3    | Södertälje Kings    | 32 | 21 | 11 | 2767 | 2557 | +210 | 42  | Clasificado para playoffs |
| 4    | Luleå               | 32 | 20 | 12 | 2835 | 2710 | +125 | 40  | Clasificado para playoffs |
| 5    | Borås               | 32 | 17 | 15 | 2832 | 2663 | +169 | 34  | Clasificado para playoffs |
| 6    | Nässjö              | 32 | 16 | 16 | 2664 | 2723 | −59  | 32  | Clasificado para playoffs |
| 7    | Köping Stars        | 32 | 11 | 21 | 2609 | 2772 | −163 | 22  | Clasificado para playoffs |
| 8    | Umeå                | 32 | 10 | 22 | 2617 | 2862 | −245 | 20  | Clasificado para playoffs |
| 9    | Fryshuset Basket    | 32 | 0  | 32 | 2178 | 3030 | −852 | 0   | Descenso a Superettan     |

 Fuente: SBL

## Playoffs
|  | Cuartos de final | Cuartos de final    | Cuartos de final |                  |   | Semifinales         | Semifinales | Semifinales |  |   | Final               | Final | Final |  |
|  |                  |                     |                  |                  |   |                     |             |             |  |   |                     |       |       |  |
|  |                  |                     |                  |                  |   |                     |             |             |  |   |                     |       |       |  |
|  | 1                | Norrköping Dolphins | 3                |                  |   |                     |             |             |  |   |                     |       |       |  |
|  | 1                | Norrköping Dolphins | 3                |                  |   |                     |             |             |  |   |                     |       |       |  |
|  | 8                | Umeå BSKT           | 0                |                  |   |                     |             |             |  |   |                     |       |       |  |
|  | 8                | Umeå BSKT           | 0                |                  | 1 | Norrköping Dolphins | 4           |             |  |   |                     |       |       |  |
|  |                  |                     |                  |                  | 1 | Norrköping Dolphins | 4           |             |  |   |                     |       |       |  |
|  |                  |                     | 4                | BC Luleå         | 1 |                     |             |             |  |   |                     |       |       |  |
|  | 4                | BC Luleå            | 4                | BC Luleå         | 1 | 3                   |             |             |  |   |                     |       |       |  |
|  | 4                | BC Luleå            |                  |                  |   |                     |             |             |  |   |                     |       |       |  |
|  | 5                | Borås Basket        | 0                |                  |   |                     |             |             |  |   |                     |       |       |  |
|  | 5                | Borås Basket        | 0                |                  |   |                     |             |             |  | 1 | Norrköping Dolphins | 4     |       |  |
|  |                  |                     |                  |                  |   |                     |             |             |  | 1 | Norrköping Dolphins | 4     |       |  |
|  |                  |                     | 2                | Jämtland Basket  | 2 |                     |             |             |  |   |                     |       |       |  |
|  | 2                | Jämtland Basket     | 2                | Jämtland Basket  | 2 | 3                   |             |             |  |   |                     |       |       |  |
|  | 2                | Jämtland Basket     |                  |                  |   |                     |             |             |  |   |                     |       |       |  |
|  | 7                | Köping Stars        | 0                |                  |   |                     |             |             |  |   |                     |       |       |  |
|  | 7                | Köping Stars        | 0                |                  | 2 | Jämtland Basket     | 4           |             |  |   |                     |       |       |  |
|  |                  |                     |                  |                  | 2 | Jämtland Basket     | 4           |             |  |   |                     |       |       |  |
|  |                  |                     | 3                | Södertälje Kings | 2 |                     |             |             |  |   |                     |       |       |  |
|  | 3                | Södertälje Kings    | 3                | Södertälje Kings | 2 | 3                   |             |             |  |   |                     |       |       |  |
|  | 3                | Södertälje Kings    |                  |                  |   |                     |             |             |  |   |                     |       |       |  |
|  | 6                | KFUM Nässjö         | 1                |                  |   |                     |             |             |  |   |                     |       |       |  |
|  | 6                | KFUM Nässjö         | 1                |                  |   |                     |             |             |  |   |                     |       |       |  |
|  |                  |                     |                  |                  |   |                     |             |             |  |   |                     |       |       |  |